# Elixirul dragostei (film din 1947)
Elixirul dragostei (titlul original în italiană L'elisir d'amore), este un film italian alb-negru din 1946 (premiera având loc la 31 ianuarie 1947), în regia lui Mario Costa, după opera omonimă a lui Gaetano Donizetti. Acțiunea are loc într-un sat din Toscana, la începutul secolului al XIX-lea. Este un film reușit al acestei opere foarte melodioase.

## Conținut
Nemorino, un țăran tânăr și timid, este îndrăgostit de frumoasa și bogata Adina, care însă nu îi dă nici o atenție. Ea le citește sătenilor povestea unei băuturi miraculoase din "Tristan si Isolda", comentând cele citite cu umor. De asemenea și sergentul Belcore, care a venit în sat cu o  trupă de soldați să recruteze tineri pentru armată și care se crede foarte irezistibil, nu are succes la ea. Adina nu vrea să se lege cu Nemorino și îl refuză, recomandând-ui să se ocupe mai bine de bogatul său unchi, care este bolnav. În sat sosește șarlatanul ambulant Dulcamara, care face reclamă miraculoasei sale băuturi. Nemorino, încă impresionat de povestirea Adinei, cere o sticluță din licoarea miraculoasă a Isoldei, pentru care Dulcamara îi ia un ducat, asigurând că în 24 de ore aceasta își va face efectul. Nemorino bea conținutul sticlei care are un pregnant gust de vin de Burgundia, devenind vesel. După efectul miraculos al elixirului purtându-se indiferent cu Adina, aceasta se înfurie și își dă consimțământul sergentului iar Nemorino rămâne perplex.

## Distribuție
- Nelly Corradi – Adina, proprietăreasă (soprană)
- Loretta Di Lelio – Giannetta, fată de țăran (soprană)
- Tito Gobbi – Belcore, sergent (bariton)
- Gino Sinimberghi – Nemorino, un tânăr țăran (tenor)
- Italo Tajo – Dulcamara, șarlatan ambulant (bas)
- Fiorella Carmen Forti – prietena Adinei (nemenționată)
- Flavia Grande – prietena Adinei (nemenționată)
- Gina Lollobrigida – prietena Adinei (nemenționată)
- Silvana Mangano – prietena Adinei (nemenționată)